# Этнические группы Лондона
На начало 2016 года население Лондона достигло 8,6 млн человек. Каждый третий житель города родился не в Великобритании, а в некоторых районах Лондона выходцы из других стран составляют половину жителей. Среди иммигрантов больше всего людей, родившихся в Индии (около 267 тысяч), а также выходцев из Польши (135 тысяч), Бангладеш (126 тысяч), Пакистана (113 тысяч), Ирландии (112 тысяч) и Нигерии (99 тысяч).
Выходцы из Индии доминируют в 10 из 32 районов Лондона, уроженцы Нигерии, Польши, Турции и Бангладеш составляют большинство как минимум в трёх районах столицы. Согласно официальной статистике, в некоторых районах, включая Вестминстер, Кенсингтон и Челси, Брент, Харроу, более половины жителей родились за границей.
Всего среди иммигрантов, проживающих в Лондоне, 40 % составляют выходцы из Европы, 30 % — выходцы с Ближнего Востока и Азии, 20 % — выходцы из Африки и 10 % — выходцы из Америки и стран Карибского бассейна.

## Этнические группы Лондона
Во время переписи 2001 года 71 % лондонцев отнесли себя к белой (европеоидной) расе, из них 60 % считали себя британцами (то есть англичане, шотландцы, валлийцы), 3 % — ирландцы (остальные белые — 8,5 %); 10 % лондонцев — выходцы из Южной Азии и с Ближнего Востока; 11 % — представители негроидной расы (5,5 % — африканцы, 5 % — карибцы, 1 % — остальные); 1 % — китайцы, 2 % приходится на остальные национальности (по большей части, это филиппинцы, японцы, вьетнамцы). 27 % лондонцев родилось за пределами Евросоюза. Для каждого третьего лондонского школьника родным языком является не английский.
В 2007 году в Большом Лондоне проживало 7,557 млн человек. Белые составляли 69,1 % населения города, в том числе белые британцы — 57,8 %, белые ирландцы — 2,4 % и другие белые — 8,9 % (поляки, греки и греки-киприоты, южноафриканцы, американцы, австралийцы, немцы, итальянцы, французы, русские, новозеландцы, румыны, евреи). Выходцы из Южной Азии насчитывали 13,3 % жителей Лондона, в том числе индийцы — 6,6 %, пакистанцы — 2,4 %, бангладешцы — 2,3 % и другие южноазиаты — 2 % (ланкийцы, непальцы, мальдивцы).
Чёрные составляли 10,6 % населения Лондона, в том числе африканские негры — 5,5 % (нигерийцы, кенийцы, ганийцы, сомалийцы, угандийцы и южноафриканцы), чёрные выходцы с Карибских островов — 4,3 % (ямайцы) и другие чёрные — 0,8 %. Горожане смешанного происхождения или метисы насчитывали 3,5 % жителей Лондона, в том числе чёрные выходцы с Карибских островов, смешавшиеся с белыми — 1 %, выходцы из Южной Азии, смешавшиеся с белыми — 1 %, выходцы из Африки, смешавшиеся с белыми — 0,5 % и другие метисы — 1 %. Выходцы из Восточной Азии (преимущественно китайцы, а также корейцы, вьетнамцы, филиппинцы и тайцы) составляли 1,5 % населения города, другие этнические группы — 2 %.
- Ламбет, уличный рынок в черном квартале
- Ньюэм, индийский квартал

### Индийцы
Индийцев в Лондоне насчитывается около 550 тыс. человек, 35 % из них происходят из индийских штатов Пенджаб, Гуджарат, Западная Бенгалия, Тамилнад, Керала, Махараштра, Раджастхан, Уттар-Прадеш, Андхра-Прадеш и Бихар, 16 % — из Восточной Африки (гуджаратцы), а также с Карибских островов и Фиджи, из Южной Африки и Юго-Восточной Азии. Около 45 % верующих индийцев — индуисты, около 30 % — сикхи (пенджабцы), 15 % — мусульмане (гуджаратцы, пенджабцы, бенгальцы и бихарцы), 5 % — христиане (малаяли), есть значительные общины джайнов (гуджаратцы), парсов и буддистов.
Больше всего индийцев проживает в районах Брент, Харроу, Илинг (где находится большой анклав «Литтл Индиа»), Хаунслоу, Редбридж, Ньюэм, Хиллингдон, Барнет и Уондсуэрт. По своему достатку индийцы уступают только белым британцам, а сикхи являются второй богатейшей общиной Лондона после евреев. В основном индийцы заняты в розничной и оптовой торговле, ресторанном и гостиничном бизнесе, в сфере информационных технологий, финансовых (особенно денежных переводов), транспортных и медицинских услуг. Сикхов немало среди полицейских, юристов и учителей.
Среди видных британцев индийского происхождения — министр внутренних дел Прити Пател. 

### Греки
Греков в Лондоне насчитывается около 250 тыс. человек, большая часть из них происходит с Кипра и Эгейских островов Греции. Греки сконцентрированы в районах Энфилд, Харинги, Вестминстер (где находится анклав греков-киприотов «Литтл Кипрус»), Камден, Хаммерсмит и Фулем и Кенсингтон и Челси. Почти все верующие греки — православные (главными религиозными центрами греков являются кафедральный собор Сент-София Элладской православной церкви в Вестминстере, кафедральный собор Сент-Джордж Антиохийской православной церкви в Камдене, церкви Греческой православной церкви Сент-Мэри в Саутуарке, Сент-Барнабас и Олл-Сентс в Камдене, Сент-Деметриос в Энфилде, Холи Кросс энд Сент-Майкл в Барнете, Сент-Нектариос в Уондсуэрте, Сент-Пантелеймон в Бренте, Сент-Константин энд Сент-Хелен в Бромли, Сент-Николас в Хаммерсмит и Фулем, Уэллинг в Бексли).
- Вестминстер, кафедральный собор Сент-София
- Бромли, греческая церковь Св. Константина и Св. Елены

### Ямайцы
Ямайцев в Лондоне насчитывается около 250 тыс. человек. Они сконцентрированы в районах Луишем, Кройдон, Ламбет, Брент, Хакни, Харинги и Саутуарк. В основном ямайцы заняты в сфере транспортных (особенно на железной дороге и в общественном транспорте) и медицинских услуг. Более 70 % ямайцев — христиане (англикане, баптисты и католики).

### Пакистанцы
Пакистанцев в Лондоне насчитывается около 240 тыс. человек, большая часть из них происходит из пакистанских провинций Пенджаб, Синд, Кашмир и Белуджистан (среди национальностей преобладают пенджабцы, есть также мухаджиры, кашмирцы, пуштуны, белуджи и синдхи). Пакистанцы сконцентрированы в районах Ньюэм, Уолтем-Форест, Редбридж, Хаунслоу, Брент и Илинг. В основном они заняты в розничной и оптовой торговле, ресторанном бизнесе, в сфере транспортных (особенно такси и грузовые перевозки), медицинских и финансовых услуг, информационных технологий, образовании, пищевой, швейной и текстильной промышленности, строительстве, торговле недвижимостью и туризме.
Более 90 % пакистанцев — мусульмане-сунниты и шииты (главными религиозными центрами являются мечети Западного Лондона, Мохаммеди Парк Масджид, Абубакр и Сентрал Джамия Масджид в Илинге, Эбби Милс, Кувват уль-Ислам, Джамия Масджид и Мадина Масджид в Ньюэме, Дарул Улум в Бромли, Кройдон Масджид в Кройдоне, Хендон Масджид в Барнете, Тутинг в Ламбете, Саутфилдс в Вансворде, Центральные мечети Брента и Уэмбли, мечеть Имама Хусейна в Бренте, мечеть мусульманской ассоциации Норт Вест Кент в Бексли, мечеть Аль-Мадина в Баркинге, а также Джамия Масджид Исламик Сентр в Илинге, Исламские центры в Люишеме, Бренте и Харроу, Исламские центры Англии и Фонда Дар аль-Ислам в Бренте), около 1 % — христиане.
Среди видных британцев пакистанского происхождения — министр внутренних дел Саджид Джавид и мэр Лондона Садик Хан.

### Поляки
Поляков в Лондоне насчитывается более 200 тыс. человек. Они сконцентрированы в районах Хаммерсмит и Фулем, Илинг, Уондсуэрт, Энфилд, Харинги, Ламбет, Луишем и Кенсингтон и Челси. В основном поляки заняты в розничной торговле, ресторанном и гостиничном бизнесе, строительстве и сфере уборки. Почти все верующие поляки — католики (главными религиозными центрами польских католиков являются церковь Крист зе Кинг в Уондсуэрте, Сент-Эндрю в Хаммерсмите и Ор Леди Мазер в Илинге).

### Евреи
Евреев в Лондоне насчитывается около 200 тыс. человек, часть из них происходит из России, с Украины, из Литвы, Польши, Румынии, Южной Африки, Германии, Испании, Португалии, Израиля, Йемена, Ирака, Ирана, Египта и Сирии. Евреи сконцентрированы в районах Хакни, Барнет, Брент, Тауэр-Хамлетс, Бромли, Илинг, Вестминстер, Кенсингтон и Челси, Лушем и Харроу. В основном они заняты в розничной и оптовой торговле, в сфере финансовых и медицинских услуг, ювелирном, издательском и ресторанном бизнесе. Большая часть верующих евреев — иудеи, остальные — христиане.

### Бангладешцы
Бангладешцев в Лондоне насчитывается около 180 тыс. человек, почти 95 % из них происходят из области Силхет. Бангладешцы сконцентрированы в районах Тауэр-Хамлетс (где составляют более 30 % населения), Ньюэм (10 %), Камден (6 %), а также Харинги, Хакни, Вестминстер и Редбридж. В основном они заняты в розничной торговле, ресторанном (почти 85 % индийских ресторанов Лондона принадлежат бангладешцам), гостиничном и транспортном бизнесе, в сфере финансовых и туристических услуг. Более 90 % бангладешцев — мусульмане-сунниты, остальные — индуисты и христиане (главными религиозными центрами бангладешцев-мусульман являются мечеть Восточного Лондона с примыкающим Лондонским исламским центром, мечети Брик Лейн Джама Масджид, Байтул Аман и Маркази, исламский культурный центр Сенегамбиан и учебный центр Дарул Хадис Латифия в районе Тауэр-Хамлетс).
- Мечеть Восточного Лондона в Тауэр-Хамлетсе
- Бангладешский квартал в Тауэр-Хамлетсе

### Ирландцы
Ирландцев в Лондоне насчитывается более 180 тыс. человек, но жителей столицы ирландского происхождения проживает почти 1 млн человек. Больше всего ирландцев проживает в районе Брент. Почти все верующие ирландцы — католики.

### Китайцы
Китайцев в Лондоне насчитывается около 120 тыс. человек, 29 % из них происходят из Гонконга, 19 % — из Китая, 8 % — из Малайзии, 4 % — из Вьетнама, 3 % — из Сингапура, 2 % — с Тайваня. Больше всего китайцев проживает в районах Барнет, Саутуарк, Вестминстер (где находится лондонский «Чайнатаун»), Камден, Тауэр-Хамлетс, Кенсингтон и Челси и Ламбет (где находится Китайский культурный центр). В основном они заняты в розничной и оптовой торговле, ресторанном бизнесе, в сфере информационных технологий, финансовых и медицинских услуг, производстве традиционных продуктов питания и строительстве. Большая часть верующих китайцев — христиане, буддисты и конфуцианцы.

### Нигерийцы
Нигерийцев в Лондоне насчитывается около 120 тыс. человек. Они сконцентрированы в районе Саутуарк, где находится нигерийский анклав «Литтл Лагос» или «Йорубатаун». В основном нигерийцы заняты в сфере розничной торговли, ресторанного бизнеса, уборки и парикмахерских услуг. Большая часть верующих нигерийцев — христиане (особенно евангелисты и пятидесятники), мусульмане и приверженцы местных культов.

### Арабы
Арабов в Лондоне насчитывается более 100 тыс. человек, большая часть из них происходит из Марокко, Алжира, Ирака, Египта, Йемена, Судана, Ливана, Западной Африки, Ливии, Туниса, Саудовской Аравии, ОАЭ, Сирии, Иордании, Палестины, Омана и Катара. Арабы сконцентрированы в районах Уолтем-Форест, Барнет, Харроу, Харинги, Хакни, Ислингтон (где находится арабский анклав «Литтл Алджирс»), Вестминстер (где находятся анклавы «Литтл Каиро» и «Литтл Бейрут»), Камден, Кенсингтон и Челси и Хаммерсмит и Фулем.
В основном арабы заняты в розничной и оптовой торговле, ресторанном и гостиничном бизнесе, сфере финансовых (особенно денежных переводов), транспортных и медицинских услуг. Большая часть верующих арабов — мусульмане (главным религиозным центром арабов-мусульман является Центральная Лондонская мечеть в Вестминстере), остальные — христиане (марониты, яковиты, несториане, копты и халдо-католики; главными религиозными центрами коптов являются православные церкви Сент-Марк в Кенсингтоне, Сент-Мери энд Сент-Шенуда в Кройдоне и Голдерс Грин в Барнете).

### Ланкийцы
Ланкийцев в Лондоне насчитывается более 100 тыс. человек, среди национальностей преобладают сингалы и тамилы, есть также мавры. Ланкийцы сконцентрированы в районах Брент и Харроу. В основном они заняты в розничной торговле, ресторанном и гостиничном бизнесе, сфере медицинских услуг. Большая часть верующих сингалов — буддисты, часть — католики, почти все верующие тамилы — индуисты, мавры — мусульмане.

### Бразильцы
Бразильцев в Лондоне насчитывается более 100 тыс. человек. Они сконцентрированы в районах Брент, Ламбет и Вестминстер. В основном бразильцы заняты в ресторанном и гостиничном бизнесе, строительстве, в сфере уборки и курьерской доставки, а также работают прислугой. Большая часть верующих бразильцев — католики, остальные — протестанты.

### Филиппинцы
Филиппинцев в Лондоне насчитывается более 100 тыс. человек. Они сконцентрированы в районе Кенсингтон и Челси. В основном филиппинцы работают в сфере медицинских услуг и ухода за стариками, домашней прислугой и моряками, в гостиничном и рестораном бизнесе. Большая часть верующих филиппинцев — католики и протестанты, часть — мусульмане.

### Колумбийцы
Колумбийцев в Лондоне насчитывается около 100 тыс. человек. Они сконцентрированы в районах Саутуарк, Ламбет, Ислингтон, Камден и Кенсингтон и Челси. В основном колумбийцы заняты в ресторанном, гостиничном и туристическом бизнесе, розничной торговле, а также работают прислугой и уборщиками. Почти все верующие колумбийцы — католики.

### Курды
Курдов в Лондоне насчитывается около 100 тыс. человек, большая часть из них происходит из Турции, Ирака, Ирана и Сирии. Курды сосредоточены в районах Харинги и Энфилд, в основном они заняты в розничной торговле и ресторанном бизнесе. Большая часть верующих курдов — мусульмане (сунниты и алевиты), остальные — йезиды и христиане.

### Русские
Русских в Лондоне проживает около 100 тыс. человек, а русскоговорящих — более 300 тыс. человек. Они сконцентрированы в районах Харинги (где находится анклав «Литтл Раша»), Энфилд и Хаунслоу. Большая часть верующих русских — православные (главными религиозными центрами являются кафедральный собор Успения Божией Матери и Всех Святых в Кенсингтоне и Русская православная церковь в Хаунслоу).
- Русский кафедральный собор в Кенсингтоне
- Русская церковь в Хаунслоу

### Японцы
Японцев в Лондоне насчитывается около 80 тыс. человек. Они сконцентрированы в районах Барнет и Илинг. В основном японцы заняты в сфере финансовых услуг и торговли, а также в ресторанном бизнесе. Большая часть верующих японцев — буддисты, синтоисты и христиане.

### Сомалийцы
Сомалийцев в Лондоне насчитывается более 70 тыс. человек. Они сконцентрированы в районах Тауэр-Хамлетс, Брент, Харроу, Илинг и Ислингтон. В основном сомалийцы заняты в сфере розничной торговли, ресторанного бизнеса, транспортных (особенно такси), медицинских и финансовых (особенно денежных переводов) услуг. Почти все верующие сомалийцы — мусульмане-сунниты.

### Ганцы
Ганцев в Лондоне насчитывается около 70 тыс. человек. Они сконцентрированы в районах Саутуарк, Ламбет, Ньюэм, Хакни, Харинги, Луишем, Мертон, Кройдон и Брент. Большая часть верующих ганцев — христиане (главным религиозным центром является Храм Южного Лондона в Саутуарке), мусульмане и приверженцы местных культов.

### Эквадорцы
Эквадорцев в Лондоне насчитывается около 70 тыс. человек. Они сконцентрированы в районах Ламбет, Саутуарк и Харинги. В основном эквадорцы заняты в ресторанном и гостиничном бизнесе, розничной торговле, а также работают прислугой. Большая часть верующих эквадорцев — католики, остальные — протестанты.

### Афганцы
Афганцев в Лондоне насчитывается около 60 тыс. человек, среди национальностей преобладают пуштуны. Афганцы сконцентрированы в районах Харроу, Илинг, Хиллингдон), Хаунслоу, Брент, Барнет и Ньюэм. Большая часть верующих афганцев — мусульмане-сунниты, остальные — шииты.

### Итальянцы
Итальянцев в Лондоне насчитывается более 50 тыс. человек. Они сосредоточены в районах Ислингтон, Ламбет, Кенсингтон и Челси, Вестминстер, Камден, Энфилд и Бромли. В основном итальянцы заняты в ресторанном бизнесе и розничной торговле. Почти все верующие итальянцы — католики (главным религиозным центром является церковь Сент-Питер в Ислингтоне).

### Турки
Турок в Лондоне насчитывается около 50 тыс. человек, большая часть из них происходит из Кипра и Турции, а также из Болгарии, Греции, Македонии, Румынии и Германии. Турки сконцентрированы в районах Хакни, Харинги, Энфилд, Ислингтон, Барнет, Уолтем-Форест, Саутуарк и Кройдон. В основном они заняты в розничной и оптовой торговле, рестораном и гостиничном бизнесе, производстве продуктов питания, сфере транспортных (особенно такси) и финансовых услуг, строительстве и швейной промышленности. Большинство турок — мусульмане-сунниты (главными религиозными центрами турок являются мечети Азизийе, Сулейманийе, Валидесултан и Мадина в Хакни, Фатих и Султан Селим в Харинги, Мевлана Руми, Пондерс Энд и Исламский центр Эдмонтона в Энфилде).

### Португальцы
Португальцев в Лондоне насчитывается около 50 тыс. человек, часть из них происходит с Мадейры и Африки. Больше всего португальцев проживает в районах Ламбет (где находится анклав «Литтл Португал»), Брент, Камден, Кенсингтон и Челси и Вестминстер. В основном они заняты в розничной торговле, ресторанном и гостиничном бизнесе, работают домашней прислугой. Почти все верующие португальцы — католики.

### Австралийцы
Австралийцев в Лондоне насчитывается около 50 тыс. человек. Они сконцентрированы в районах Кенсингтон и Челси, Хаммерсмит и Фулем, Брент и Уондсуэрт.

### Румыны
Румын в Лондоне насчитывается около 40 тыс. человек. Почти все верующие румыны — православные.

### Вьетнамцы
Вьетнамцев в Лондоне насчитывается более 35 тыс. человек. Они сконцентрированы в районах Хакни (где находится анклав «Литтл Вьетнам»), Луишем, Гринвич и Саутуарк. В основном вьетнамцы заняты в розничной торговле, ресторанном бизнесе, производстве продуктов питания и сфере маникюрных услуг (в Лондоне им принадлежит более 300 маникюрных салонов). Около 80 % верующих вьетнамцев — буддисты, 20 % — католики.

### Корейцы
Корейцев в Лондоне насчитывается около 30 тыс. человек. Они сконцентрированы в районах Кингстон-апон-Темс, Мертон и Барнет. В основном корейцы заняты в розничной торговле, ресторанном бизнесе, производстве продуктов питания, в сфере парикмахерских услуг и туризме. Большая часть верующих корейцев — англикане, методисты и буддисты.

### Непальцы
Непальцев в Лондоне насчитывается около 30 тыс. человек. В основном они заняты в ресторанном и гостиничном бизнесе, розничной и оптовой торговле, в сфере недвижимости, медицинских услуг и вооруженных сил. Большая часть верующих непальцев — индуисты и буддисты.

### Танзанийцы
Танзанийцев в Лондоне насчитывается около 30 тыс. человек. Они сосредоточены в районах Баркинг и Дагенем, Хаммерсмит и Фулем, Ламбет, Лушем, Хакни и Камден. Большая часть верующих танзанийцев — христиане, мусульмане и приверженцы местных культов.

### Болгары
Болгар в Лондоне насчитывается около 30 тыс. человек. Почти все верующие болгары — православные.

### Испанцы
Испанцев в Лондоне насчитывается около 30 тыс. человек, большая часть из них происходит из Испании и Гибралтара. Испанцы сконцентрированы в районах Кенсингтон и Челси и Вестминстер. Почти все верующие испанцы — католики.

### Новозеландцы
Новозеландцев в Лондоне насчитывается около 30 тыс. человек. Большая часть верующих новозеландцев — англикане, пресвитериане и католики.

### Тайцы
Тайцев в Лондоне насчитывается более 20 тыс. человек. В основном они заняты в ресторанном и гостиничном бизнесе, розничной торговле, а также в сфере массажа и секс-услуг. Большая часть верующих тайцев — буддисты (главным религиозным центром тайцев является храм Ват Буддападипа в Мертоне).

### Боливийцы
Боливийцев в Лондоне насчитывается около 20 тыс. человек. Они сосредоточены в районах Саутуарк, Харинги, Камден, Луишем и Ламбет. Большая часть верующих боливийцев — католики.

### Эфиопцы
Эфиопцев в Лондоне насчитывается около 20 тыс. человек, среди национальностей преобладают амхара, оромо, тиграи, гураге и сидамо. В основном эфиопцы заняты в розничной торговле и ресторанном бизнесе. Большая часть верующих эфиопцев — православные (главным религиозным центром православных эфиопцев является церковь Сент-Мэри в Уондсуэрте), протестанты и мусульмане.

### Конголезцы
Конголезцев в Лондоне насчитывается более 15 тыс. человек. Они сосредоточены в районах Харинги, Хакни и Вестминстер. В основном конголезцы заняты в розничной торговле, ресторанном бизнесе и сфере уборки. Большая часть верующих конголезцев — католики, протестанты, мусульмане и приверженцы местных культов.

### Албанцы
Албанцев в Лондоне насчитывается около 15 тыс. человек, большая часть из них происходит из Косово, а также из Албании. Почти все верующие албанцы — мусульмане.

### Армяне
Армян в Лондоне насчитывается более 15 тыс. человек, большая часть из них происходит из Ливана, Сирии, Ирака, Ирана, Кипра, Египта, Франции, Армении и России. Большая часть верующих армян — прихожане Армянской апостольской церкви (главными религиозными центрами являются церкви Сент-Егише и Сент-Саркис в Кенсингтоне), католики и протестанты.

### Украинцы
Украинцев в Лондоне насчитывается около 10 тыс. человек. Большая часть верующих украинцев — католики (главным религиозным центром украинских католиков является собор Святого Семейства в Изгнании в Вестминстере), греко-католики и православные.
- Украинский православный собор в Илинге
- Украинский католический собор в Вестминстере

### Шведы
Шведов в Лондоне насчитывается около 10 тыс. человек. Они сконцентрированы в районах Ричмонд-апон-Темс, Кенсингтон и Челси, Вестминстер и Саутуарк. Почти все верующие шведы — лютеране (главными религиозными центрами шведов являются церковь Ульрика Элеонора в Вестминстере и Церковь моряков в Саутуарке).

### Ассирийцы
Ассирийцев в Лондоне насчитывается около 8 тыс. человек, большая часть из них происходит из Ирака, Турции, Сирии и Ирана, а также из Армении и Грузии. Ассирийцы сконцентрированы в районе Илинг. Большая часть верующих ассирийцев — халдо-католики, несториане и яковиты (главными религиозными центрами ассирийцев являются Халдо-католическая церковь и Древняя церковь Востока в Илинге).

### Ивуарийцы
Ивуарийцев в Лондоне насчитывается более 5 тыс. человек. Они сосредоточены в районах Саутуарк, Ламбет и Луишем. Большая часть верующих ивуарийцев — мусульмане, католики и методисты.

### Азербайджанцы
Азербайджанцев в Лондоне насчитывается около 5 тыс. человек. Большая часть из них происходит из Ирана, Азербайджана и Турции. Большинство азербайджанцев — мусульмане-шииты.

### Монголы
Монголов в Лондоне насчитывается более 5 тыс. человек. Почти все верующие монголы — буддисты.

## Религиозные группы Лондона
| Религиозные группы Лондона | Религиозные группы Лондона | Религиозные группы Лондона | Религиозные группы Лондона | Религиозные группы Лондона |
| Религия                    |                            |                            | Проценты                   |                            |
| -------------------------- | -------------------------- | -------------------------- | -------------------------- | -------------------------- |
| Христиане                  |                            |                            | 58.2 %                     |                            |
| Атеисты                    |                            |                            | 15.8 %                     |                            |
| Не указали                 |                            |                            | 8.7 %                      |                            |
| Мусульмане                 |                            |                            | 8.5 %                      |                            |
| Индуисты                   |                            |                            | 4.1 %                      |                            |
| Иудеи                      |                            |                            | 2.1 %                      |                            |
| Сикхи                      |                            |                            | 1.5 %                      |                            |
| Буддисты                   |                            |                            | 0.8 %                      |                            |
| Другие                     |                            |                            | 0.2 %                      |                            |

Христиане насчитывали 58,2 % населения Лондона (в том числе англикане, римо-католики, пресвитериане, методисты, баптисты, православные, конгрегационалисты, пятидесятники, свидетели Иеговы, лютеране, квакеры, мормоны, копты), атеисты — 15,8 %, мусульмане — 8,5 %, индуисты — 4,1 %, иудеи — 2,1 %, сикхи — 1,5 %, буддисты — 0,8 %.
- Моравская церковь в Харинги
- Мечеть Байтул Футу в Мертоне
- Вестминстер, Французская протестантская церковь

### Мусульмане
В Лондоне насчитывается более 650 тыс. мусульман. Крупнейшие общины мусульман расположены в Тауэр-Хамлетсе, Ньюэме, Бренте, Илинге и Уолтем-Форесте. Наиболее крупными этническими группами, исповедующими ислам, являются турки и турки-киприоты (250 тыс.), пакистанцы (240 тыс.), бангладешцы (180 тыс.), иракцы (130 тыс.), нигерийцы (120 тыс.), индийцы (100 тыс.), сомалийцы (70 тыс.), ганцы (70 тыс.), афганцы (60 тыс.), а также марокканцы, алжирцы, йеменцы, египтяне, ливанцы, сирийцы, иранцы, курды, суданцы, кенийцы, танзанийцы, албанцы и боснийцы.
К суннитам-ханафитам относятся мусульмане из Южной Азии, часть афганцев, иракцев, турок и египтян; к суннитам-маликитам — мусульмане из Африки, в том числе марокканцы, алжирцы и нигерийцы; к суннитам-шафиитам — сомалийцы, йеменцы, малайцы и индонезийцы; к суннитам-ханбалитам — ливанские, сирийские, иорданские, палестинские и египетские арабы; к шиитам — иранцы, часть иракцев, ливанцев и индийцев.
Главными религиозными центрами шиитов являются Исламский центр в Ламбете и исламский центр Имама Хоэй в Бренте, салафитов — Центральная мечеть Северного Лондона в Ислингтоне и мечеть Брикстон в Ламбете. Среди части пакистанцев, индийцев, иранцев и афганцев широкое распространение имеют секты ахмадие (главные религиозные центры — мечети Байтул Футух в Мертоне, Фазл, Ирлсфилд и Ахмадие Сентр в Уондсуэрте, Байтус Субхан в Кройдоне, Байтус Салам в Илинге, Байтун Нур в Хаунслоу) и исмаилитов (главный религиозный центр — Исмаилитский центр в Кенсингтоне).
- Мечеть Западного Лондона в Илинге
- Исмаилитский центр в Кенсингтоне

### Другие конфессии
В Лондоне насчитывается 310 тыс. индуистов и 160 тыс. сикхов, которые сосредоточены в Бренте, Харроу, Илинге, Ньюэме, Хаунслоу и Редбридже. Среди самых популярных индуистских храмов Лондона выделяются Шри Сваминараян Мандир и Шри Санатан Хинду Мандир в Бренте, Вишну Хинду Мандир, Рам Мандир, Вишва Хинду Кендра Мандир и Шри Джаларам Мандир в Илинге, Шри Сваминараян Мандир, Шри Махалакшми Мандир и Шри Муруган Мандир в Ньюэме, Шри Сваминараян Мандир в Харроу, Шри Сваминараян Мандир в Гринвиче, Шри Сваминараян Мандир и Радха Кришна в Ламбете, Шри Сваминараян Мандир в Барнете, Шри Ганапати в Мертоне и Радха Кришна в Камдене, среди сикхских гурдвар — Шри Гуру Сингх Сабха в Илинге, Центральная гурдвара в Кенсингтоне и Гуру Нанак Дарбар в Бексли.
В Лондоне более 60 тыс. буддистов, причем 38 % из них — белые, 25 % — китайцы, остальные — ланкийцы, тайцы, тибетцы, вьетнамцы и другие (буддисты сосредоточены в районах Вестминстер и Камден). В районе Тауэр-Хамлетс расположен Лондонский буддийский центр, в районе Саутуарк — Центр тибетского буддизма, в районе Барнет — буддийский центр Херука, в районе Хаунслоу — монастырь Лондон Буддист Вихара. В Харроу находится единственный в стране храм зороастрийцев.
Большая часть иудеев сосредоточена в Барнете, Хакни, Харроу, Бренте и Тауэр-Хамлетсе. Главными синагогами являются Нью Вест Энд, Вест Лондон Реформ и Вестерн Марбл Арк Ортодокс (Вестминстер), Норт Вестерн Реформ, Охель Дэвид Истерн Ортодокс, Голдерс Грин и Стернберг Сентр Реформ (Барнет), Махзик Хадат и Филдгейт Стрит Грейт (Тауэр Хамлетс), Илинг Юнайтед Ортодокс и Илинг Либерал (Илинг), Стенмор энд Кэнонс Парк Ортодокс (Харроу), Уэмбли Юнайтед (Брент), Кингстон Сурбитон и Кингстон Либерал (Кингстон-апон-Темс), Редбридж Юнайтед, Саут Вест Эссекс Реформ и Беркингсайд Прогрессив (Редбридж), Кокфостерс энд Норт Саутгейт, Палмерс Грин энд Саутгейт, Саутгейт Илан Кахлани, Хабад Саутгейт и Саутгейт Прогрессив (Энфилд), Бевис Маркс Ортодокс (Сити) и Бромли Реформ (Бромли). Среди еврейских кладбищ выделяются Голдерс-Грин (Барнет), Уиллесден (Брент) и Вест Хэм (Ньюэм).

## Этнический состав населения по районам Лондона

### 1. Сити
Население — 12 тыс. человек. Основные этнические группы — белые (84,6 %), в том числе белые британцы (68,3 %), белые ирландцы (3,3 %) и другие белые (12,8 %); выходцы из Южной Азии (6,8 %); чёрные карибцы и африканские негры (2,6 %); метисы (2,3 %); китайцы (2 %) и другие (1,7 %). В районе представлены протестанты, католики, иудеи, индуисты, мусульмане и буддисты.

### 2. Вестминстер
Население — 236 тыс. человек. Основные этнические группы — белые (71,2 %), в том числе белые британцы (49 %), белые ирландцы (2,8 %) и другие белые (19,4 % — евреи, греки, американцы, итальянцы, португальцы, испанцы, русские, французы, немцы, шведы, исландцы, венгры); выходцы из Южной Азии (8,5 %), в том числе индийцы (4,8 %), бангладешцы (2,3 %) и пакистанцы (1,4 %); чёрные (6,6 %), в том числе африканские негры (3,4 % — нигерийцы, ганцы, конголезцы), чёрные карибцы (2,5 % — ямайцы) и другие чёрные (0,7 % — бразильцы); метисы (4,4 %), в том числе азиаты, смешавшиеся с белыми (1,5 %), чёрные карибцы, смешавшиеся с белыми (0,8 %), африканские негры, смешавшиеся с белыми (0,7 %) и другие метисы (1,4 %); китайцы (3,2 %); другие азиаты (2,1 % — турки, ливанцы, курды, тайцы) и другие (4 % — египтяне, марокканцы). В районе представлены протестанты, католики, православные, мусульмане, иудеи, индуисты, сикхи и буддисты.

### 3. Кенсингтон и Челси
Население — 181 тыс. человек. Основные этнические группы — белые (77,1 %), в том числе белые британцы (50,2 %), белые ирландцы (2,7 %) и другие белые (24,2 % — американцы, французы, австралийцы, новозеландцы, евреи, поляки, итальянцы, греки, португальцы, испанцы, армяне, немцы, шведы, исландцы, чехи); чёрные (6,3 %), в том числе африканские негры (3,5 % — эритрейцы, эфиопцы, суданцы, выходцы из Джибути), чёрные карибцы (2,2 % — ямайцы, тринидадцы, барбадосцы) и другие чёрные (0,6 %); выходцы из Южной Азии (5 %), в том числе индийцы (3 %), пакистанцы (1,1 %) и бангладешцы (0,9 %); метисы (4 %), в том числе азиаты, смешавшиеся с белыми (1,2 %), чёрные карибцы, смешавшиеся с белыми (0,8 %), африканские негры, смешавшиеся с белыми (0,6 %) и другие метисы (1,4 %); китайцы (2,7 %); другие азиаты (1,4 % — филиппинцы, турки, ливанцы) и другие (3,5 % — марокканцы, египтяне). В районе представлены протестанты, католики, православные, мусульмане, иудеи, индуисты, сикхи и буддисты.

### 4. Хаммерсмит и Фулем
Население — 173 тыс. человек. Основные этнические группы — белые (78,1 %), в том числе белые британцы (59,8 %), белые ирландцы (3,9 %) и другие белые (14,4 % — поляки, американцы, австралийцы, новозеландцы, южноафриканцы, итальянцы, испанцы, французы, немцы); чёрные (9,7 %), в том числе чёрные карибцы (4,4 % — ямайцы), африканские негры (4,4 % — нигерийцы, ганцы, сомалийцы, танзанийцы) и другие чёрные (0,9 %); выходцы из Южной Азии (3,9 %), в том числе индийцы (1,9 %), пакистанцы (1,2 %) и бангладешцы (0,8 %); метисы (3,8 %), в том числе азиаты, смешавшиеся с белыми (1,1 %), чёрные карибцы, смешавшиеся с белыми (1,1 %), африканские негры, смешавшиеся с белыми (0,6 %) и другие метисы (1 %); китайцы (1,1 %); другие азиаты (1,3 % — ливанцы, сирийцы, иранцы) и другие (2,1 %). В районе представлены протестанты, католики, мусульмане, индуисты, сикхи и буддисты.

### 5. Уондсуэрт
Население — 284 тыс. человек. Основные этнические группы — белые (79,3 %), в том числе белые британцы (66,2 %), белые ирландцы (2,6 %) и другие белые (10,5 % — поляки, австралийцы, южноафриканцы, американцы, евреи, итальянцы, французы, немцы); чёрные (7,8 %), в том числе чёрные карибцы (3,9 % — ямайцы), африканские негры (3,1 % — сомалийцы, нигерийцы, эфиопцы) и другие чёрные (0,8 % — бразильцы); выходцы из Южной Азии (5,7 %), в том числе индийцы (3,1 %), пакистанцы (1,9 %) и бангладешцы (0,7 %); метисы (3,2 %), в том числе чёрные карибцы, смешавшиеся с белыми (1 %), азиаты, смешавшиеся с белыми (0,9 %), африканские негры, смешавшиеся с белыми (0,5 %) и другие метисы (0,8 %); китайцы (1 %); другие азиаты (1,4 %) и другие (1,6 %). В районе представлены протестанты, католики, мусульмане (более 22,5 тыс.), индуисты, сикхи, иудеи и буддисты.
- Уондсуэрт, польская церковь Крист зе Кинг
- Уондсуэрт, буддийская пагода
- Уондсуэрт, мечеть Фазл

### 6. Ламбет
Население — 275 тыс. человек. Основные этнические группы — белые (65,7 %), в том числе белые британцы (54 %), белые ирландцы (2,7 %) и другие белые (9 % — португальцы, поляки, французы, австралийцы, евреи); чёрные (21,6 %), в том числе чёрные карибцы (10,2 % — ямайцы), африканские негры (9,6 % — нигерийцы, ганцы, сомалийцы, танзанийцы, ивуарийцы) и другие чёрные (1,8 % — бразильцы); метисы (4,6 %), в том числе чёрные карибцы, смешавшиеся с белыми (1,8 %), азиаты, смешавшиеся с белыми (0,9 %), африканские негры, смешавшиеся с белыми (0,7 %) и другие метисы (1,2 %); выходцы из Южной Азии (4,4 %), в том числе индийцы (2,3 %), пакистанцы (1,1 %) и бангладешцы (1 %); китайцы (1,3 %); другие азиаты (0,9 % — турки, иракцы, афганцы, вьетнамцы) и другие (1,5 % — колумбийцы, эквадорцы, боливийцы, алжирцы, марокканцы). В районе представлены протестанты, католики, мусульмане (около 30,5 тыс.), индуисты, сикхи, иудеи и буддисты.

### 7. Саутуарк
Население — 278 тыс. человек. Основные этнические группы — белые (64,3 %), в том числе белые британцы (52,6 %), белые ирландцы (2,6 %) и другие белые (9,1 % — евреи, греки, итальянцы, испанцы, литовцы, шведы, норвежцы, датчане, финны); чёрные (21,9 %), в том числе африканские негры (13,3 % — нигерийцы, ганцы, ивуарийцы, сьерралеонцы), чёрные карибцы (6,9 % — ямайцы) и другие чёрные (1,7 %); выходцы из Южной Азии (4,8 %), в том числе индийцы (2,6 %), бангладешцы (1,6 %) и пакистанцы (0,6 %); метисы (3,8 %), в том числе чёрные карибцы, смешавшиеся с белыми (1,2 %), африканские негры, смешавшиеся с белыми (0,8 %), азиаты, смешавшиеся с белыми (0,7 %) и другие метисы (1,1 %); китайцы (2,6 %); другие азиаты (0,9 % — турки, иракцы, вьетнамцы) и другие (1,7 % — колумбийцы, эквадорцы, перуанцы, боливийцы). В районе представлены протестанты, католики, мусульмане (более 27 тыс.), индуисты, сикхи, иудеи и буддисты.
- Норвежская церковь в Саутуарке
- Финская церковь в Саутуарке

### 8. Тауэр-Хамлетс
Население — 221 тыс. человек. Основные этнические группы — белые (53,9 %), в том числе белые британцы (44,2 %), белые ирландцы (1,8 %) и другие белые (7,9 % — евреи, южноафриканцы, американцы, немцы); выходцы из Южной Азии (33,6 %), в том числе бангладешцы (30,5 %), индийцы (2,1 %) и пакистанцы (1 %); чёрные (5,5 %), в том числе африканские негры (2,8 % — сомалийцы, нигерийцы, ганцы), чёрные карибцы (2,2 % — ямайцы) и другие чёрные (0,5 %); метисы (2,6 %), в том числе азиаты, смешавшиеся с белыми (0,8 %), чёрные карибцы, смешавшиеся с белыми (0,8 %), африканские негры, смешавшиеся с белыми (0,4 %) и другие метисы (0,6 %); китайцы (2,3 %); другие азиаты (1 % — вьетнамцы) и другие (1,1 %). В районе представлены мусульмане (более 110 тыс.), протестанты, католики, индуисты, сикхи, иудеи и буддисты.

### 9. Хакни
Население — 213 тыс. человек. Основные этнические группы — белые (60,9 %), в том числе белые британцы (47,1 %), белые ирландцы (2,6 %) и другие белые (11,2 % — евреи, поляки, русские, грузины); чёрные (22,2 %), в том числе африканские негры (10,8 % — нигерийцы, ганцы, сьерралеонцы, сомалийцы, танзанийцы, конголезцы), чёрные карибцы (9,2 % — ямайцы) и другие чёрные (2,2 %); выходцы из Южной Азии (8,3 %), в том числе индийцы (4,1 %), бангладешцы (2,8 %) и пакистанцы (1,4 %); метисы (4,4 %), в том числе чёрные карибцы, смешавшиеся с белыми (1,6 %), африканские негры, смешавшиеся с белыми (0,8 %), азиаты, смешавшиеся с белыми (0,8 %) и другие метисы (1,2 %); китайцы (1,4 %); другие азиаты (1 % — турки, турки-киприоты, курды, вьетнамцы, камбоджийцы, лаосцы) и другие (1,8 % — алжирцы, перуанцы). В районе представлены протестанты, католики, иудеи, мусульмане (более 39 тыс.), индуисты, сикхи, буддисты и православные.
- Мечеть в Хакни
- Хакни, турецкая мечеть Азизийе

### 10. Ислингтон
Население — 191 тыс. человек. Основные этнические группы — белые (75,2 %), в том числе белые британцы (58,4 %), белые ирландцы (4,5 %) и другие белые (12,3 % — итальянцы, евреи); чёрные (10,4 %), в том числе африканские негры (5,2 % — нигерийцы, сомалийцы), чёрные карибцы (4,2 % — ямайцы) и другие чёрные (1 %); выходцы из Южной Азии (5,3 %), в том числе бангладешцы (2,3 %), индийцы (2,2 %) и пакистанцы (0,8 %); метисы (4,2 %), в том числе чёрные карибцы, смешавшиеся с белыми (1,2 %), азиаты, смешавшиеся с белыми (1,1 %), африканские негры, смешавшиеся с белыми (0,7 %) и другие метисы (1,2 %); китайцы (2,3 %); другие азиаты (1 % — турки, турки-киприоты) и другие (1,6 % — алжирцы, колумбийцы). В районе представлены протестанты, католики, мусульмане, индуисты, сикхи, иудеи и буддисты.

### 11. Камден
Население — 236 тыс. человек. Основные этнические группы — белые (71,6 %), в том числе белые британцы (52,4 %), белые ирландцы (3,5 %) и другие белые (15,7 % — греки, поляки, португальцы, итальянцы, французы, евреи, немцы, венгры, румыны, болгары, албанцы, македонцы, австралийцы, новозеландцы, датчане); выходцы из Южной Азии (10,2 %), в том числе бангладешцы (5,7 %), индийцы (3,6 %) и пакистанцы (0,9 %); чёрные (7,2 %), в том числе африканские негры (5,1 % — нигерийцы, сомалийцы, танзанийцы), чёрные карибцы (1,6 % — ямайцы) и другие чёрные (0,5 %); метисы (3,9 %), в том числе азиаты, смешавшиеся с белыми (1,2 %), чёрные карибцы, смешавшиеся с белыми (0,8 %), африканские негры, смешавшиеся с белыми (0,6 %) и другие метисы (1,3 %); китайцы (2,7 %); другие азиаты (1,2 % — турки-киприоты, ливанцы, тайцы) и другие (3,2 % — колумбийцы, боливийцы, марокканцы). В районе представлены протестанты, католики, мусульмане, индуисты, сикхи, иудеи, православные и буддисты.

### 12. Брент
Население — 271 тыс. человек. Основные этнические группы — белые (46 %), в том числе белые британцы (30,9 %), белые ирландцы (5,7 %) и другие белые (9,4 % — евреи, португальцы, австралийцы, новозеландцы, канадцы); выходцы из Южной Азии (23 %), в том числе индийцы (18,1 %), пакистанцы (4,3 %), бангладешцы (0,6 %) и ланкийцы; чёрные (18,5 %), в том числе чёрные карибцы (9,4 % — ямайцы), африканские негры (7,7 % — сомалийцы, нигерийцы, ганцы) и другие чёрные (1,4 % — бразильцы); метисы (3,9 %), в том числе азиаты, смешавшиеся с белыми (1,1 %), чёрные карибцы, смешавшиеся с белыми (1 %), африканские негры, смешавшиеся с белыми (0,7 %) и другие метисы (1,1 %); китайцы (1,3 %); другие азиаты (4,8 % — вьетнамцы, корейцы, японцы, тайцы, малайцы, афганцы, ливанцы) и другие (2,5 % — алжирцы, марокканцы, колумбийцы). В районе представлены протестанты, католики, индуисты, сикхи, мусульмане (около 65 тыс.), иудеи и буддисты.
- Брент, Исламский центр
- Брент, мечеть Уэмбли
- Брент, мечеть и исламский центр

### 13. Илинг
Население — 310 тыс. человек. Основные этнические группы — белые (58,9 %), в том числе белые британцы (45,5 %), белые ирландцы (3,9 %) и другие белые (9,5 % — поляки, евреи, португальцы, испанцы, австралийцы, новозеландцы, южноафриканцы); выходцы из Южной Азии (19,4 %), в том числе индийцы (15 %), пакистанцы (3,9 %) и бангладешцы (0,5 %); чёрные (8,7 %), в том числе африканские негры (4,1 % — сомалийцы, нигерийцы), чёрные карибцы (4 % — ямайцы) и другие чёрные (0,6 %); метисы (3,8 %), в том числе азиаты, смешавшиеся с белыми (1,3 %), чёрные карибцы, смешавшиеся с белыми (1 %), африканские негры, смешавшиеся с белыми (0,5 %) и другие метисы (1 %); китайцы (1,4 %); другие азиаты (3,9 % — афганцы, иранцы, саудовцы, ливанцы, ассирийцы, японцы) и другие (3,9 %). В районе представлены протестанты, католики, мусульмане (более 54 тыс.), сикхи, индуисты, иудеи и буддисты.

### 14. Хаунслоу
Население — 223 тыс. человек. Основные этнические группы — белые (62,7 %), в том числе белые британцы (53,6 %), белые ирландцы (2,4 %) и другие белые (6,7 % — итальянцы, русские); выходцы из Южной Азии (23,5 %), в том числе индийцы (18,3 %), пакистанцы (4,4 %), бангладешцы (0,8 %) и ланкийцы; чёрные (4,9 %), в том числе африканские негры (3,2 % — сомалийцы, нигерийцы), чёрные карибцы (1,3 % — ямайцы) и другие чёрные (0,4 %); метисы (3,3 %), в том числе азиаты, смешавшиеся с белыми (1,2 %), чёрные карибцы, смешавшиеся с белыми (0,7 %), африканские негры, смешавшиеся с белыми (0,5 %) и другие метисы (0,9 %); китайцы (0,9 %); другие азиаты (2,4 % — афганцы, иракцы) и другие (2,3 %). В районе представлены протестанты, католики, индуисты, мусульмане (более 45,5 тыс.), сикхи, буддисты и православные.

### 15. Ричмонд-апон-Темс
Население — 181 тыс. человек. Основные этнические группы — белые (88,9 %), в том числе белые британцы (75,7 %), белые ирландцы (2,6 %), другие белые (10,6 % — немцы, американцы, французы, шведы); выходцы из Южной Азии (3,9 %), в том числе индийцы (2,8 %), пакистанцы (0,7 %) и бангладешцы (0,4 %); метисы (2,5 %), в том числе азиаты, смешавшиеся с белыми (1 %), чёрные карибцы, смешавшиеся с белыми (0,5 %), африканские негры, смешавшиеся с белыми (0,3 %) и другие метисы (0,7 %); чёрные (1,7 %), в том числе чёрные карибцы (0,8 % — ямайцы), африканские негры (0,7 %) и другие чёрные (0,2 %); китайцы (0,9 %); другие азиаты (0,8 %) и другие (1,3 %). В районе представлены протестанты, католики, индуисты, мусульмане, сикхи и буддисты.

### 16. Кингстон-апон-Темс
Население — 161 тыс. человек. Основные этнические группы — белые (81,2 %), в том числе белые британцы (72 %), белые ирландцы (1,9 %) и другие белые (7,3 % — евреи, итальянцы, немцы); выходцы из Южной Азии (6,4 %), в том числе индийцы (4,4 %), пакистанцы (1,6 %) и бангладешцы (0,4 %); метисы (2,5 %), в том числе азиаты, смешавшиеся с белыми (1 %), чёрные карибцы, смешавшиеся с белыми (0,5 %), африканские негры, смешавшиеся с белыми (0,3 %) и другие метисы (0,7 %); чёрные (2,2 %), в том числе африканские негры (1,4 %), чёрные карибцы (0,6 % — ямайцы) и другие чёрные (0,2 %); китайцы (1,6 %); другие азиаты (2,7 % — корейцы, тайцы) и другие (3,4 %). В районе представлены протестанты, католики, индуисты, мусульмане, сикхи и буддисты.

### 17. Мертон
Население — 202 тыс. человек. Основные этнические группы — белые (73,5 %), в том числе белые британцы (61,3 %), белые ирландцы (2,5 %) и другие белые (9,7 %); выходцы из Южной Азии (8,2 %), в том числе индийцы (4,6 %), пакистанцы (2,6 %) и бангладешцы (1 %); чёрные (8,1 %), в том числе африканские негры (3,9 % — ганцы), чёрные карибцы (3,5 % — ямайцы) и другие чёрные (0,7 %); метисы (3,3 %), в том числе азиаты, смешавшиеся с белыми (1,1 %), чёрные карибцы, смешавшиеся с белыми (0,9 %), африканские негры, смешавшиеся с белыми (0,5 %) и другие метисы (0,8 %); китайцы (1,5 %); другие азиаты (3,3 % — корейцы, тайцы) и другие (2,1 %). В районе представлены протестанты, католики, индуисты, мусульмане, сикхи и буддисты.

### 18. Саттон
Население — 188 тыс. человек. Основные этнические группы — белые (86,2 %), в том числе белые британцы (80 %), белые ирландцы (1,9 %) и другие белые (4,3 %); выходцы из Южной Азии (4 %), в том числе индийцы (2,7 %), пакистанцы (0,9 %) и бангладешцы (0,4 %); чёрные (3,5 %), в том числе африканские негры (1,8 %), чёрные карибцы (1,4 % — ямайцы) и другие чёрные (0,3 %); метисы (2,5 %), в том числе азиаты, смешавшиеся с белыми (0,8 %), чёрные карибцы, смешавшиеся с белыми (0,8 %), африканские негры, смешавшиеся с белыми (0,3 %) и другие метисы (0,6 %); китайцы (0,8 %); другие азиаты (1,8 %) и другие (1,2 %). В районе представлены протестанты, католики, индуисты, мусульмане, сикхи и буддисты.

### 19. Кройдон
Население — 342 тыс. человек. Основные этнические группы — белые (66,5 %), в том числе белые британцы (59,8 %), белые ирландцы (1,9 %) и другие белые (4,8 % — евреи); чёрные (14,6 %), в том числе чёрные карибцы (7,9 % — ямайцы), африканские негры (5,6 % — нигерийцы, ганцы, сомалийцы) и другие чёрные (1,1 %); выходцы из Южной Азии (10,7 %), в том числе индийцы (7,5 %), пакистанцы (2,6 %) и бангладешцы (0,6 %); метисы (4,1 %), в том числе чёрные карибцы, смешавшиеся с белыми (1,5 %), азиаты, смешавшиеся с белыми (1,1 %), африканские негры, смешавшиеся с белыми (0,5 %) и другие метисы (1 %); китайцы (0,8 %); другие азиаты (2,3 % — турки, афганцы) и другие (1 % — египтяне, цыгане). В районе представлены протестанты, католики, индуисты, сикхи, мусульмане (около 38 тыс.), иудеи и буддисты.

### 20. Бромли
Население — 303 тыс. человек. Основные этнические группы — белые (88,8 %), в том числе белые британцы (83,1 %), белые ирландцы (1,5 %) и другие белые (4,2 % — евреи, немцы, южноафриканцы, новозеландцы, австралийцы); чёрные (4 %), в том числе африканские негры (1,9 % — нигерийцы, ганцы), чёрные карибцы (1,8 % — ямайцы) и другие чёрные (0,3 %); выходцы из Южной Азии (2,7 %), в том числе индийцы (1,9 %), пакистанцы (0,4 %) и бангладешцы (0,4 %); метисы (2,3 %), в том числе чёрные карибцы, смешавшиеся с белыми (0,8 %), азиаты, смешавшиеся с белыми (0,7 %), африканские негры, смешавшиеся с белыми (0,3 %) и другие метисы (0,5 %); китайцы (0,7 %); другие азиаты (0,7 %) и другие (0,8 % — цыгане). В районе представлены протестанты, католики, мусульмане, индуисты, сикхи, иудеи и буддисты.

### 21. Луишем
Население — 262 тыс. человек. Основные этнические группы — белые (65,2 %), в том числе белые британцы (55,7 %), белые ирландцы (2,4 %) и другие белые (7,1 % — евреи, поляки, немцы, итальянцы, испанцы); чёрные (22,4 %), в том числе чёрные карибцы (11,5 % — ямайцы), африканские негры (9 % — нигерийцы, ганцы, танзанийцы, ивуарийцы) и другие чёрные (1,9 %); метисы (4,2 %), в том числе чёрные карибцы, смешавшиеся с белыми (1,7 %), африканские негры, смешавшиеся с белыми (0,7 %), азиаты, смешавшиеся с белыми (0,7 %) и другие метисы (1,1 %); выходцы из Южной Азии (3,7 %), в том числе индийцы (2,3 %), пакистанцы (0,7 %) и бангладешцы (0,7 %); китайцы (1,4 %); другие азиаты (1,6 % — вьетнамцы, турки) и другие (1,5 % — боливийцы). В районе представлены протестанты, католики, мусульмане (около 25,5 тыс.), индуисты, сикхи, иудеи и буддисты.

### 22. Гринвич
Население — 224 тыс. человек. Основные этнические группы — белые (74,2 %), в том числе белые британцы (66,7 %), белые ирландцы (1,9 %) и другие белые (5,6 % — евреи, испанцы); чёрные (12,4 %), в том числе африканские негры (8,5 % — нигерийцы, ганцы, кабовердцы), чёрные карибцы (3,1 %) и другие чёрные (0,8 %); выходцы из Южной Азии (6,2 %), в том числе индийцы (4,3 %), пакистанцы (1,1 %) и бангладешцы (0,8 %); метисы (3 %), в том числе чёрные карибцы, смешавшиеся с белыми (1,1 %), азиаты, смешавшиеся с белыми (0,7 %), африканские негры, смешавшиеся с белыми (0,5 %) и другие метисы (0,7 %); китайцы (1,5 %); другие азиаты (1,3 % — вьетнамцы, тайцы, турки) и другие (1,4 %). В районе представлены протестанты, католики, мусульмане, сикхи, индуисты, иудеи и буддисты.

### 23. Бексли
Население — 224 тыс. человек. Основные этнические группы — белые (88 %), в том числе белые британцы (84 %), белые ирландцы (1,3 %) и другие белые (2,7 % — греки, евреи); чёрные (4,9 %), в том числе африканские негры (3,6 % — нигерийцы, ганцы), чёрные карибцы (1 % — ямайцы) и другие чёрные (0,3 %); выходцы из Южной Азии (3,3 %), в том числе индийцы (2,6 %), бангладешцы (0,4 %) и пакистанцы (0,3 %); метисы (1,8 %), в том числе азиаты, смешавшиеся с белыми (0,5 %), чёрные карибцы, смешавшиеся с белыми (0,5 %), африканские негры, смешавшиеся с белыми (0,3 %) и другие метисы (0,5 %); китайцы (0,8 %); другие азиаты (0,6 % — вьетнамцы) и другие (0,6 %). В районе представлены протестанты, католики, мусульмане, сикхи, индуисты, иудеи и буддисты.

### 24. Хаверинг
Население — 231 тыс. человек. Основные этнические группы — белые (92 %), в том числе белые британцы (88,2 %), белые ирландцы (1,4 %) и другие белые (2,4 %); выходцы из Южной Азии (2,6 %), в том числе индийцы (1,5 %), пакистанцы (0,6 %) и бангладешцы (0,5 %); чёрные (2,6 %), в том числе африканские негры (1,5 %), чёрные карибцы (0,9 % — ямайцы) и другие чёрные (0,2 %); метисы (1,5 %), в том числе чёрные карибцы, смешавшиеся с белыми (0,5 %), азиаты, смешавшиеся с белыми (0,4 %), африканские негры, смешавшиеся с белыми (0,2 %) и другие метисы (0,4 %); китайцы (0,5 %); другие азиаты (0,6 %) и другие (0,2 %). В районе представлены протестанты, католики, мусульмане, сикхи, индуисты и буддисты.

### 25. Баркинг и Дагенем
Население — 170 тыс. человек. Основные этнические группы — белые (78,2 %), в том числе белые британцы (72,8 %), белые ирландцы (1,5 %) и другие белые (3,9 %); чёрные (10,5 %), в том числе африканские негры (7,6 % — нигерийцы, танзанийцы), чёрные карибцы (2,4 % — ямайцы) и другие чёрные (0,5 %); выходцы из Южной Азии (6,1 %), в том числе индийцы (2,8 %), пакистанцы (2,2 %) и бангладешцы (1,1 %); метисы (2,4 %), в том числе чёрные карибцы, смешавшиеся с белыми (1 %), африканские негры, смешавшиеся с белыми (0,5 %), азиаты, смешавшиеся с белыми (0,4 %) и другие метисы (0,5 %); китайцы (0,9 %); другие азиаты (1 % — афганцы) и другие (0,9 %). В районе представлены протестанты, католики, мусульмане, сикхи, индуисты и буддисты.

### 26. Редбридж
Население — 258 тыс. человек. Основные этнические группы — белые (59,4 %), в том числе белые британцы (53 %), белые ирландцы (2 %) и другие белые (4,4 % — евреи, поляки); выходцы из Южной Азии (23,2 %), в том числе индийцы (14,3 %), пакистанцы (6,6 %) и бангладешцы (2,3 %); чёрные (9,1 %), в том числе африканские негры (4,6 % — сомалийцы, нигерийцы, ганцы), чёрные карибцы (3,9 % — ямайцы) и другие чёрные (0,6 %); метисы (2,9 %), в том числе азиаты, смешавшиеся с белыми (0,9 %), чёрные карибцы, смешавшиеся с белыми (0,9 %), африканские негры, смешавшиеся с белыми (0,4 %) и другие метисы (0,7 %); китайцы (1 %); другие азиаты (3,3 % — афганцы, иракцы) и другие (1,1 % — восточноевропейские цыгане). В районе представлены протестанты, католики, индуисты, сикхи, мусульмане (более 28 тыс.), иудеи и буддисты.

### 27. Ньюэм
Население — 250 тыс. человек. Основные этнические группы — белые (39,1 %), в том числе белые британцы (32,6 %), белые ирландцы (1,1 %) и другие белые (5,4 % — поляки, румыны и евреи); выходцы из Южной Азии (29,8 %), в том числе индийцы (12,1 %), бангладешцы (9 %) и пакистанцы (8,7 %); чёрные (20,5 %), в том числе африканские негры (12,7 % — нигерийцы, ганцы, суахили, сомалийцы), чёрные карибцы (6,7 % — ямайцы) и другие чёрные (1,1 %); метисы (3,7 %), в том числе чёрные карибцы, смешавшиеся с белыми (1,2 %), африканские негры, смешавшиеся с белыми (0,8 %), азиаты, смешавшиеся с белыми (0,8 %) и другие метисы (0,9 %); китайцы (1,4 %); другие азиаты (3,1 % — афганцы, иракцы) и другие (2,4 %). В районе представлены протестанты, католики, мусульмане (более 87 тыс.), индуисты, сикхи, иудеи и буддисты.
- Ньюэм, мечеть Джамия Масджид
- Ньюэм, мечеть Кувват уль-Ислам

### 28. Уолтем-Форест
Население — 224 тыс. человек. Основные этнические группы — белые (63,2 %), в том числе белые британцы (53,5 %), белые ирландцы (2,1 %) и другие белые (7,6 % — поляки, русские, португальцы, греки-киприоты, итальянцы, боснийцы, сербы, южноафриканцы); чёрные (15,5 %), в том числе чёрные карибцы (7,7 % — ямайцы, доминиканцы), африканские негры (6,4 % — сомалийцы, нигерийцы, ганцы, суахили) и другие чёрные (1,4 %); выходцы из Южной Азии (12,6 %), в том числе пакистанцы (7,7 %), индийцы (3,7 %) и бангладешцы (1,2 %); метисы (4 %), в том числе чёрные карибцы, смешавшиеся с белыми (1,4 %), азиаты, смешавшиеся с белыми (0,9 %), африканские негры, смешавшиеся с белыми (0,7 %) и другие метисы (1 %); китайцы (0,9 %); другие азиаты (2,3 % — турки, турки-киприоты, афганцы) и другие (1,5 % — алжирцы, марокканцы). В районе представлены протестанты, католики, мусульмане (около 50 тыс.), индуисты, сикхи, православные и буддисты.

### 29. Харинги
Население — 227 тыс. человек. Основные этнические группы — белые (65,3 %), в том числе белые британцы (47,6 %), белые ирландцы (3,6 %) и другие белые (14,1 % — греки и греки-киприоты, поляки, русские, евреи, итальянцы, португальцы, албанцы, болгары, американцы); чёрные (18,7 %), в том числе африканские негры (9,1 % — ганцы, сомалийцы, конголезцы), чёрные карибцы (8,3 % — ямайцы, барбадосцы, тринидадцы) и другие чёрные (1,3 %); выходцы из Южной Азии (5,9 %), в том числе индийцы (3 %), бангладешцы (1,6 %) и пакистанцы (1,3 %); метисы (4,7 %), в том числе чёрные карибцы, смешавшиеся с белыми (1,4 %), азиаты, смешавшиеся с белыми (1,2 %), африканские негры, смешавшиеся с белыми (0,8 %) и другие метисы (1,3 %); китайцы (1,5 %); другие азиаты (1,7 % — турки и турки-киприоты, курды, ливанцы, иракцы, афганцы, тайцы, малайзийцы) и другие (2,2 % — колумбийцы, эквадорцы, боливийцы, алжирцы). В районе представлены протестанты, католики, православные, мусульмане (более 34 тыс.), индуисты, сикхи, иудеи и буддисты.

### 30. Энфилд
Население — 288 тыс. человек. Основные этнические группы — белые (72,3 %), в том числе белые британцы (57,4 %), белые ирландцы (2,6 %) и другие белые (12,3 % — греки и греки-киприоты, евреи, поляки, румыны, русские); чёрные (12,7 %), в том числе африканские негры (6,5 % — нигерийцы, сомалийцы), чёрные карибцы (5,4 % — ямайцы) и другие чёрные (0,8 %); выходцы из Южной Азии (6,6 %), в том числе индийцы (4,3 %), бангладешцы (1,4 %) и пакистанцы (0,9 %); метисы (3,5 %), в том числе азиаты, смешавшиеся с белыми (1 %), чёрные карибцы, смешавшиеся с белыми (1 %), африканские негры, смешавшиеся с белыми (0,5 %) и другие метисы (1 %); китайцы (1,1 %); другие азиаты (2,2 % — турки и турки-киприоты, курды) и другие (1,6 %). В районе представлены протестанты, католики, православные, мусульмане (около 37,5 тыс.), индуисты, сикхи, иудеи и буддисты.

### 31. Барнет
Население — 332 тыс. человек. Основные этнические группы — белые (71,2 %), в том числе белые британцы (57,7 %), белые ирландцы (2,9 %) и другие белые (10,6 % — евреи, греки, итальянцы, австралийцы, новозеландцы); выходцы из Южной Азии (11 %), в том числе индийцы (8,8 %), пакистанцы (1,6 %) и бангладешцы (0,6 %); чёрные (6,8 %), в том числе африканские негры (5,1 % — ганцы, нигерийцы), чёрные карибцы (1,3 % — ямайцы) и другие чёрные (0,4 %); метисы (3,4 %), в том числе азиаты, смешавшиеся с белыми (1,1 %), чёрные карибцы, смешавшиеся с белыми (0,6 %), африканские негры, смешавшиеся с белыми (0,6 %) и другие метисы (1,1 %); китайцы (2,3 %); другие азиаты (2,1 % — турки, ливанцы, иракцы, иранцы, афганцы, японцы, корейцы, тайцы, малайзийцы) и другие (3,2 % — алжирцы, египтяне). В районе представлены протестанты, католики, православные, иудеи, индуисты, сикхи, мусульмане (около 18,5 тыс.) и буддисты.

### 32. Харроу
Население — 217 тыс. человек. Основные этнические группы — белые (56,1 %), в том числе белые британцы (47,5 %), белые ирландцы (3,7 %) и другие белые (4,9 % — евреи, греки, итальянцы, поляки); выходцы из Южной Азии (25,1 %), в том числе индийцы (22 %), пакистанцы (2,5 %), бангладешцы (0,6 %) и ланкийцы; чёрные (7 %), в том числе африканские негры (3,5 %), чёрные карибцы (3 % — ямайцы) и другие чёрные (0,5 %); метисы (3 %), в том числе азиаты, смешавшиеся с белыми (1 %), чёрные карибцы, смешавшиеся с белыми (0,7 %), африканские негры, смешавшиеся с белыми (0,4 %) и другие метисы (0,9 %); китайцы (1,4 %); другие азиаты (5,5 % — корейцы, афганцы) и другие (1,9 % — алжирцы). В районе представлены протестанты, католики, индуисты, сикхи, иудеи, мусульмане, буддисты и зороастристы.

### 33. Хиллингдон
Население — 254 тыс. человек. Основные этнические группы — белые (75,2 %), в том числе белые британцы (67,9 %), белые ирландцы (2,5 %) и другие белые (4,8 %); выходцы из Южной Азии (12,5 %), в том числе индийцы (10 %), пакистанцы (1,8 %) и бангладешцы (0,7 %); чёрные (4,9 %), в том числе африканские негры (3,1 %), чёрные карибцы (1,5 % — ямайцы) и другие чёрные (0,3 %); метисы (2,7 %), в том числе азиаты, смешавшиеся с белыми (0,9 %), чёрные карибцы, смешавшиеся с белыми (0,7 %), африканские негры, смешавшиеся с белыми (0,4 %) и другие метисы (0,7 %); китайцы (1,1 %); другие азиаты (2,3 %) и другие (1,3 %). В районе представлены протестанты, католики, индуисты, сикхи, мусульмане и буддисты.